# Evidenzbureau
El K.u.K. Evidenzbureau (ortografía modernizada Evidenzbüro)[cita requerida] fue la dirección de inteligencia militar del Imperio Austro-Húngaro, con sede en Viena, Austria.

## Fundación
Fundado en 1850 como el primer servicio de inteligencia militar permanente del mundo, el Evidenzbureau se volvió activo en la Guerra Austro-Cerdeña de 1859 y la Guerra Austro-Prusiana de 1866, aunque con poco éxito.
El Evidenzbureau inicialmente informaba al Ministerio de Asuntos Exteriores austrohúngaro, pero fue reasignado al Estado Mayor al estallar la Primera Guerra Mundial . Existió hasta el final de la monarquía en 1918 .
El Kundschaftsbüro, encargado de monitorear estados extranjeros, estaba subordinado al Evidenzbureau.[cita requerida]

## Funciones
Hacia fines del siglo XIX, aumentaban las tensiones entre las principales potencias europeas, lo que llevó a un aumento de las actividades de los servicios de inteligencia. Reflejando los intereses políticos, la atención de los servicios austrohúngaros se dirigió principalmente hacia el este y el sur (Rusia y los Balcanes); por el contrario, Rusia estaba principalmente interesada en los asuntos de Austria-Hungría y el Imperio Alemán .
La oficina recopiló inteligencia de relevancia militar de varias fuentes en informes diarios al jefe de Estado Mayor (Generalstabschef) e informes semanales al emperador Francisco José ; hasta 1913, los informes al Emperador debían presentarse a mano.[cita requerida]
La Oficina central en ese momento constaba de 20 oficiales, una fracción de los números empleados en los servicios alemanes o rusos. Esta escasez se debió principalmente a que el servicio formaba parte del Ministerio de Relaciones Exteriores, que, como institución imperial, solía recibir solo la cantidad mínima aceptable de financiamiento del lado húngaro (ver también Ausgleich ).

## Historia
En 1903, las agencias del Imperio ruso lograron reclutar al coronel Alfred Redl, oficial del Estado Mayor y más tarde jefe de contrainteligencia y subdirector (1908-1912) del Evidenzbureau, como agente doble. Su desenmascaramiento en mayo de 1913 condujo a una grave crisis política y militar en Austria en vísperas de la Primera Guerra Mundial.
Durante esa guerra, la Oficina aumentó en importancia; la tarea relativamente nueva de interceptar transmisiones de radio se agregó a sus funciones tradicionales (como la censura del correo).
En el último año de la guerra (1918), el Evidenzbureau -entonces dirigido por el coronel Maximilian Ronge junto con el servicio de inteligencia nacional (Staatspolizei [de]) supuestamente  empleó a 300 oficiales, 50 funcionarios, 400 agentes de policía, 600 soldados y 600 informantes .

## Directores
- Mayor Anton Ritter de Kalik, 1850-64
- Coronel Georg Ritter de Kees, 1864-66
- Coronel Josef Pelikan de Plauenwald, 1866-69
- Teniente Coronel Franz Weikhard, 1869-70
- Coronel Ludwig Edler von Cornaro, 1870-71
- Coronel Rudolf Ritter de Hoffingen, 1871-76
- Coronel Adolf Ritter de Leddihn, 1876-79
- Coronel Karl Freiherr von Ripp, 1879-82
- Coronel Hugo Ritter Bilimek von Waissolm, 1882-86
- Coronel Edmund Ritter Mayer von Wallerstein und Marnegg, 1886-92
- Teniente Coronel Emil Freiherr Woinovich von Belobreska, 1892-96
- Teniente Coronel Desiderius Kolossváry de Kolozsvár, 1896-98
- Coronel. Arthur Freiherr Giesl von Gieslingen, 1898–1903
- Coronel. Eugen Hordliczka, 1903-09
- Coronel. August Urbanski von Ostrymiecz, 1909–14
- Coronel. Oskar Hranilović von Czvetassin, 1914–17
- Coronel. Maximiliano Ronge, 1917–18

Oficiales notables
- Coronel. Alfred Redl, subdirector del servicio 1908-1912
- Włodzimierz Zagórski

## En ficción
La biografía ficticia del detective Nero Wolfe de Rex Stout incluye una referencia a Wolfe, originalmente montenegrino, que actuó como agente del Evidenzbureau en los años de crecientes tensiones en los Balcanes que llevaron al estallido de la Primera Guerra Mundial.